# Otabek Shukurov
Pour les articles homonymes, voir Shukurov.
Otabek Shukurov, né le 22 juin 1996 à Chirakchi en Ouzbékistan, est un footballeur international ouzbek qui joue au poste de milieu de terrain à Al-Fayha FC.